# Fuentes Claras (kommun)
Fuentes Claras är en kommun i Spanien.   Den ligger i provinsen Provincia de Teruel och regionen Aragonien, i den östra delen av landet, 210 km öster om huvudstaden Madrid. Antalet invånare är 576.